# 303

303(삼백삼)은 302보다 크고 304보다 작은 자연수다.

## 수학
- 합성수로, 그 약수는 1, 3, 101, 303이다. 진약수의 합은 105이므로, 303은 부족수다.
  - 97번째 반소수다. 앞의 반소수는 302, 다음 반소수는 305다.
- 회문수다.
- {\displaystyle 10^{4}-1}은 303으로 나누어떨어진다.

## 과학·기술
- NGC 303(영어판): 고래자리 방향에 있는 렌즈형은하.
- HTTP 303 (See Other→기타 위치 확인): 서버가 사용자의 요청을 받아(GET), 다른 URL에서 요청된 정보를 가져오는 것을 나타내는 HTTP 상태 코드.

## 교통

### 철도
- 부산 도시철도 3호선 배산역의 역번호.
- 수도권 전철 3호선, 대구 도시철도 3호선은 303번 역이 없고, 각각 309번, 312번부터 시작한다.

### 도로
- 국도 제303호선
  - 일본 303번 국도(일본어판): 기후현 기후시에서 후쿠이현 미카타카미나카군 와카사정까지 이어지는 일본의 국도.
- 기타 도로
  - 303번 지방도 (폐지): 경기도 화성시 우정면 화산리에서 시흥시 정왕동까지 이어지던 대한민국의 과거 지방도.
  - 현도 제303호선

## 군사
- U-303(영어판): 제2차 세계 대전에 사용된 나치 독일의 군용 잠수함.

## 문화유산
- 대한민국의 국보 제303호: 승정원일기
- 대한민국의 보물 제303호: 순천 송광사 영산전
- 대한민국의 사적 제303호: 광한루원 (해제)[a]

## 방송
- 스카이라이프의 한경아르떼TV 채널 번호.
- 지니 TV의 미국 국제 방송인 폭스 뉴스 채널 번호.
- U+ TV의 영국 공영 방송인 CBeebies 채널 번호.
- KT HCN의 투니버스 채널 번호.

## 기타
- 날짜: 3월 3일
- 연도: 303년, 기원전 303년
- 303고지 학살